# Masanori Kanehara
Masanori Kanehara (Hachioji, 18 de novembro de 1982) é um lutador japonês de artes marciais mistas que compete na categoria de peso-galo. Kanehara já competiu bo Ultimate Fighting Championship e em várias organizações de MMA da Ásia, tais como, K-1, DEEP, Pancrase e também fez uma aparição no Dynamite!! 2009. Kanehara foi o campeão Peso-Pena de 2009 no Sengoku Grand Prix.

## Carreira no MMA

### Início no MMA
Kanehara fez sua estreia no MMA profissional em 2003 e chegou a obter um cartel de 12-6-5 antes de assinar com o World Victory Road.

### Sengoku Featherweight Grand Prix
Kanehara foi anunciado com um dos participantes do World Victory Road's Featherweight Grand Prix. Ele avançou até a semifinal vencendo lutas muito parelhas contra Jong Man Kim na primeira rodada e Chan Sung Jung na rodada seguinte.
Kanehara perdeu na semifinal contra Hatsu Hioki, mas acabou substituindo Hioki na final contra o judoca Michihiro Omigawa após Hioki não ser liberado pelos médicos para luta pois havia sofrido uma concussão. Após uma luta muito disputada, Kanehara venceu Omigawa por decisão dividida e se tornou o Campeão do Sengoku Featherweight Grand Prix
Após o anúncio que campeão Peso Pena da categoria, Mizuto Hirota iria deixar o cinturão vago, Kanehara aceitou o desafio de Marlon Sandro. Os dois disputaram o título no World Victory Road Presents: Sengoku 13. Kanehara perdeu por nocaute no primeiro round.

### Pós-Sengoku
Após sair do Sengoku, Kanehara obteve um cartel de 7-2, incluindo um nocaute aos 21 segundos contra Joe Pearson no Pancrase 252.

### Ultimate Fighting Championship
Em julho de 2014, foi anunciado que Kanehara havia assinado com o UFC. Kanehara foi escalado primeiramente para enfrentar Urijah Faber no UFC Fight Night: Hunt vs. Nelson. No entanto, após o anúncio oficial, Faber foi removido do card e foi substituído por Alex Caceres. Ele venceu a luta por decisão unânime.
Kanehara era esperado para enfrentar o brasileiro Rani Yahya em 27 de Junho de 2015 no The Ultimate Fighter Brasil 4 Finale: Machida vs. Romero, no entanto, devido a problemas com o visto, algumas lutas do evento foram canceladas. A luta foi movida para 15 de Julho de 2015 no UFC Fight Night: Mir vs. Duffee. Ele foi derrotado por decisão dividida.
Kanehara enfrentou o ex-desafiante Michael McDonald em 2 de Janeiro de 2016 no UFC 195, sendo derrotado finalização no segundo round.

## Cartel no MMA
| Cartel no MMA       |             |             |
| 44 lutas            | 26 vitórias | 13 derrotas |
| Por nocaute         | 9           | 4           |
| Por finalização     | 10          | 4           |
| Por decisão         | 7           | 4           |
| Por desqualificação | 0           | 1           |
| Empates             | 5           | 5           |

| Res.    | Cartel  | Oponente           | Método                                  | Evento                                              | Data       | Round | Tempo | Local                     | Notas                                                                |
| ------- | ------- | ------------------ | --------------------------------------- | --------------------------------------------------- | ---------- | ----- | ----- | ------------------------- | -------------------------------------------------------------------- |
| Vitória | 26–13–5 | Charlie Alaniz     | Nocaute Técnico (Intervenção do médico) | Deep Cage Impact 2016: Deep vs WSOF-GC              | 17/12/2016 | 1     | 0:30  | Tóquio                    |                                                                      |
| Derrota | 25-13-5 | Michael McDonald   | Finalização (mata-leão)                 | UFC 195: Lawler vs. Condit                          | 02/01/2016 | 2     | 2:09  | Las Vegas, Nevada         |                                                                      |
| Derrota | 25-12-5 | Rani Yahya         | Decisão (dividida)                      | UFC Fight Night: Mir vs. Duffee                     | 15/07/2015 | 3     | 5:00  | San Diego, California     |                                                                      |
| Vitória | 25–11–5 | Alex Caceres       | Decisão (unânime)                       | UFC Fight Night: Hunt vs. Nelson                    | 20/09/2014 | 3     | 5:00  | Saitama                   |                                                                      |
| Derrota | 24–11–5 | Toshiaki Kitada    | Desqualificação (lutou com anel)        | DEEP: 66 Impact                                     | 29/04/2014 | 1     | 1:37  | Tóquio                    |                                                                      |
| Vitória | 24–10–5 | Joe Pearson        | Nocaute (soco)                          | Pancrase 252: 20th Anniversary                      | 29/09/2013 | 1     | 0:21  | Yokohama                  | Fase de abertura do Pancrase World Grand Slam Bantamweight.          |
| Vitória | 23–10–5 | Wade Choate        | Nocaute (soco)                          | DEEP: 62 Impact                                     | 26/04/2013 | 1     | 4:16  | Tóquio                    |                                                                      |
| Vitória | 22–10–5 | Tom McKenna        | Nocaute técnico (socos)                 | DEEP: Haleo Impact                                  | 22/12/2012 | 1     | 2:45  | Tóquio                    |                                                                      |
| Vitória | 21–10–5 | Tony Reyes         | Nocaute técnico (socos)                 | DEEP: Tokyo Impact 2012 in Differ Ariake            | 21/07/2012 | 1     | 4:28  | Tóquio                    |                                                                      |
| Vitória | 20–10–5 | Jake Hattan        | Finalização (mata-leão)                 | Heat: Heat 22                                       | 08/04/2012 | 1     | 3:16  | Tóquio                    |                                                                      |
| Vitória | 19–10–5 | Brady Harrison     | Finalização (mata-leão)                 | XFS: Hillside Havoc                                 | 19/11/2011 | 3     | 5:00  | Valley Center, Califórnia |                                                                      |
| Derrota | 18–10–5 | Rasul Mirzaev      | Nocaute técnico (socos)                 | Fight Nights: Battle of Moscow 4                    | 07/07/2011 | 1     | 1:44  | Moscou                    | Pelo Euro-Asia Featherweight Championship                            |
| Vitória | 18–9–5  | Motoshi Miyaji     | Nocaute (socos)                         | Pancrase: Impressive Tour 5                         | 05/06/2011 | 2     | 0:09  | Tóquio                    |                                                                      |
| Derrota | 17–9–5  | Yoshiro Maeda      | Nocaute técnico (socos)                 | World Victory Road: Soul of Fight                   | 30/12/2010 | 1     | 1:27  | Tóquio                    |                                                                      |
| Derrota | 17–8–5  | Marlon Sandro      | Nocaute (soco)                          | World Victory Road: Sengoku Raiden Championships 13 | 20/06/2010 | 1     | 0:38  | Tóquio                    | Perdeu o Sengoku Featherweight Championship                          |
| Vitória | 17–7–5  | Norifumi Yamamoto  | Decisão (unânime)                       | Dynamite!! 2009                                     | 31/12/2009 | 3     | 5:00  | Saitama                   | Non-title bout                                                       |
| Vitória | 16–7–5  | Michihiro Omigawa  | Decisão (dividida)                      | World Victory Road: Sengoku 9                       | 02/08/2009 | 3     | 5:00  | Saitama                   | Final do Sengoku Featherweight Grand Prix. Hioki não pode continuar. |
| Derrota | 15–7–5  | Hatsu Hioki        | Decisão (unânime)                       | World Victory Road: Sengoku 9                       | 02/08/2009 | 3     | 5:00  | Saitama                   | Terceira fase do Sengoku Featherweight Grand Prix.                   |
| Vitória | 15–6–5  | Chan Sung Jung     | Decisão (unânime)                       | World Victory Road: Sengoku 8                       | 02/05/2009 | 3     | 5:00  | Tóquio                    | Segunda fase do Sengoku Featherweight Grand Prix.                    |
| Vitória | 14–6–5  | Jong Man Kim       | Decisão (unânime)                       | World Victory Road: Sengoku 7                       | 20/03/2009 | 3     | 5:00  | Tóquio                    | Fase de abertura do Sengoku Featherweight Grand Prix.                |
| Vitória | 13–6–5  | Kenji Arai         | Nocaute (socos)                         | Pancrase: Changing Tour 1                           | 01/02/2009 | 1     | 3:14  | Tóquio                    |                                                                      |
| Derrota | 12–6–5  | Takafumi Otsuka    | Decisão (dividida)                      | DEEP 38: Impact                                     | 23/10/2008 | 2     | 5:00  | Tóquio                    |                                                                      |
| Vitória | 12–5–5  | Isamu Sugiuchi     | Nocaute (socos)                         | ZST: Battle Hazard 03                               | 24/08/2008 | 1     | 0:47  | Tóquio                    |                                                                      |
| Derrota | 11–5–5  | Erikas Petraitis   | Decisão                                 | Shooto Lithuania: Bushido 2008                      | 16/03/2008 | 2     | 5:00  | Vilnius                   |                                                                      |
| Vitória | 11–4–5  | Shunichi Shimizu   | Finalização (chave de braço)            | ZST: ZST.16                                         | 24/02/2008 | 2     | 0:42  | Tóquio                    |                                                                      |
| Empate  | 10–4–5  | Naoyuki Kotani     | Empate                                  | ZST.15: Fifth Anniversary                           | 23/11/2007 | 2     | 5:00  | Tóquio                    |                                                                      |
| Vitória | 10–4–4  | Yoichiro Karsuyama | Finalização (mata-leão)                 | ZST: ZST.14                                         | 07/10/2007 | 1     | 3:45  | Tóquio                    |                                                                      |
| Derrota | 9–4–4   | Tashiro Nishiuchi  | Nocaute (soco)                          | ZST: ZST.13                                         | 10/06/2007 | 1     | 3:59  | Tóquio                    |                                                                      |
| Vitória | 9–3–4   | Arūnas Jurgelėnas  | Finalização (estrangulamento)           | K-1 Gladiators 2007 in Estonia                      | 14/04/2007 | 1     | 1:47  | Tallinn                   |                                                                      |
| Vitória | 8–3–4   | Tetsu Suzuki       | Decisão (majoritária)                   | HERO'S 8                                            | 12/03/2007 | 2     | 5:00  | Nagoya                    |                                                                      |
| Vitória | 7–3–4   | Shinya Sato        | Finalização (chave de braço)            | ZST.12                                              | 12/02/2007 | 1     | 0:56  | Tóquio                    |                                                                      |
| Vitória | 6–3–4   | Taro Himura        | Finalização (chave de braço)            | ZST: SWAT! 08                                       | 17/12/2006 | 1     | 2:20  | Tóquio                    |                                                                      |
| Vitória | 5–3-4   | Kenichi Ito        | Nocaute (chute)                         | ZST: SWAT! 07                                       | 01/10/2006 | 2     | 1:00  | Tóquio                    |                                                                      |
| Empate  | 4–3–4   | Hiroyuki Ota       | Empate                                  | ZST: SWAT! 06                                       | 27/08/2006 | 2     | 5:00  | Tóquio                    |                                                                      |
| Vitória | 4–3–3   | Hisashi Hiyama     | Finalização (chave de braço)            | ZST: SWAT! 05                                       | 04/06/2006 | 1     | 0:56  | Tóquio                    |                                                                      |
| Vitória | 3–3–3   | Toshiyuki Saito    | Nocaute (chute)                         | ZST: SWAT! 04                                       | 23/04/2006 | 1     | 1:37  | Tóquio                    |                                                                      |
| Derrota | 1–3–3   | Shinya Sato        | Finalização (kimura)                    | ZST.8                                               | 23/11/2003 | 2     | 2:47  | Tóquio                    |                                                                      |
| Empate  | 1–2–3   | Norimasa Isozaki   | Empate                                  | ZST: Battle Hazard 2                                | 10/09/2005 | 2     | 5:00  | Tóquio                    |                                                                      |
| Empate  | 1–2–2   | Hiroyuki Ota       | Empate                                  | ZST: SWAT! 02                                       | 24/07/2005 | 2     | 5:00  | Tóquio                    |                                                                      |
| Empate  | 1–2–1   | Masayuki Okude     | Empate                                  | ZST: SWAT! 01                                       | 17/04/2005 | 2     | 5:00  | Tóquio                    |                                                                      |
| Vitória | 2–2     | Satoru Ida         | Decisão (unânime)                       | ZST: Grand Prix 2 Final Round                       | 23/01/2005 | 1     | 5:00  | Tóquio                    |                                                                      |
| Derrota | 0–2     | Masayuki Okude     | Finalização (chave de braço)            | ZST: Grand Prix 2 Opening Round                     | 03/11/2004 | 1     | 4:22  | Tóquio                    |                                                                      |
| Vitória | 1–1     | Yuki Takaya        | Finalização (chave de braço)            | ZST.6                                               | 12/09/2004 | 1     | 2:26  | Tóquio                    |                                                                      |
| Derrota | 0–1     | Isamu Sugiuchi     | Finalização (mata-leão)                 | DEEP: 12th Impact                                   | 15/09/2003 | 2     | 1:44  | Tóquio                    |                                                                      |